# Rugby Club Locomotive Tbilissi
Ne doit pas être confondu avec Lokomotiv Tbilissi.
Actualités
Le Rugby Club Locomotive Tbilisi (en géorgien : სარაგბო კლუბი ლოკომოტივი თბილისი, couramment partiellement francisé en Rugby Club Locomotive Tbilissi) est un club géorgien de rugby à XV basé à Tbilissi.

## Historique
Le club de rugby du Locomotive Tbilisi est créé, selon les sources, en 1961 ou en 1964,.
Le club dispute pour la première fois de son histoire le Bouclier continental en 2018-2019.

## Identité visuelle

Évolution du logo.
Ancien logo.
Ancien logo.
Logo actuel.

## Palmarès

### En compétition géorgienne
- Championnat de Géorgie de rugby à XV :
  - Champion : 1992, 1994, 2000, 2001, 2003, 2005, 2006, 2008, 2010, 2018[1].
- Coupe de Géorgie de rugby à XV :
  - Vainqueur : 1992, 2000, 2003, 2004, 2005, 2006[1].

### En compétition soviétique
- Coupe d'URSS de rugby à XV :
  - Vainqueur : 1978[1].